# شهرستان سوادکوه
شهرستان سوادکوه، یکی از شهرستان‌های استان مازندران در شمال ایران است که در ناحیهٔ البرز مرکزی و در مجاورت استان سمنان قرار گرفته است. شهرستان سوادکوه از سمت شمال با شهرستان سوادکوه شمالی، از سَمت جنوب با شهرستان فیروزکوه در استان تهران و شهرستان مهدی‌شهر در استان سمنان، از سمت غرب با شهرستان بابل و از سمت شرق با شهرستان ساری و ارتفاعات دودانگه همسایه است. طبق سرشماری عمومی نفوس و مسکن در سال ۱۳۹۵، جمعیت این شهرستان برابر با ۴۳٫۹۱۳ نفر و جمعیت منطقه ۶۸٫۷۴۷ نفر و مساحت آن ۲٫۰۷۸ کیلومتر مربع است. این شهرستان با تراکم نسبی جمعیت ۹/۳۲ نفر در هر کیلومتر مربع مساحت، پایین‌ترین تراکم در سطح شهرستان‌های استان مازندران را دارد. همچنین شهرستان سوادکوه زادگاه رضاشاه پهلوی، نخستین پادشاه و بنیان‌گذار شاهنشاهی پهلوی است.

## دوران باستان

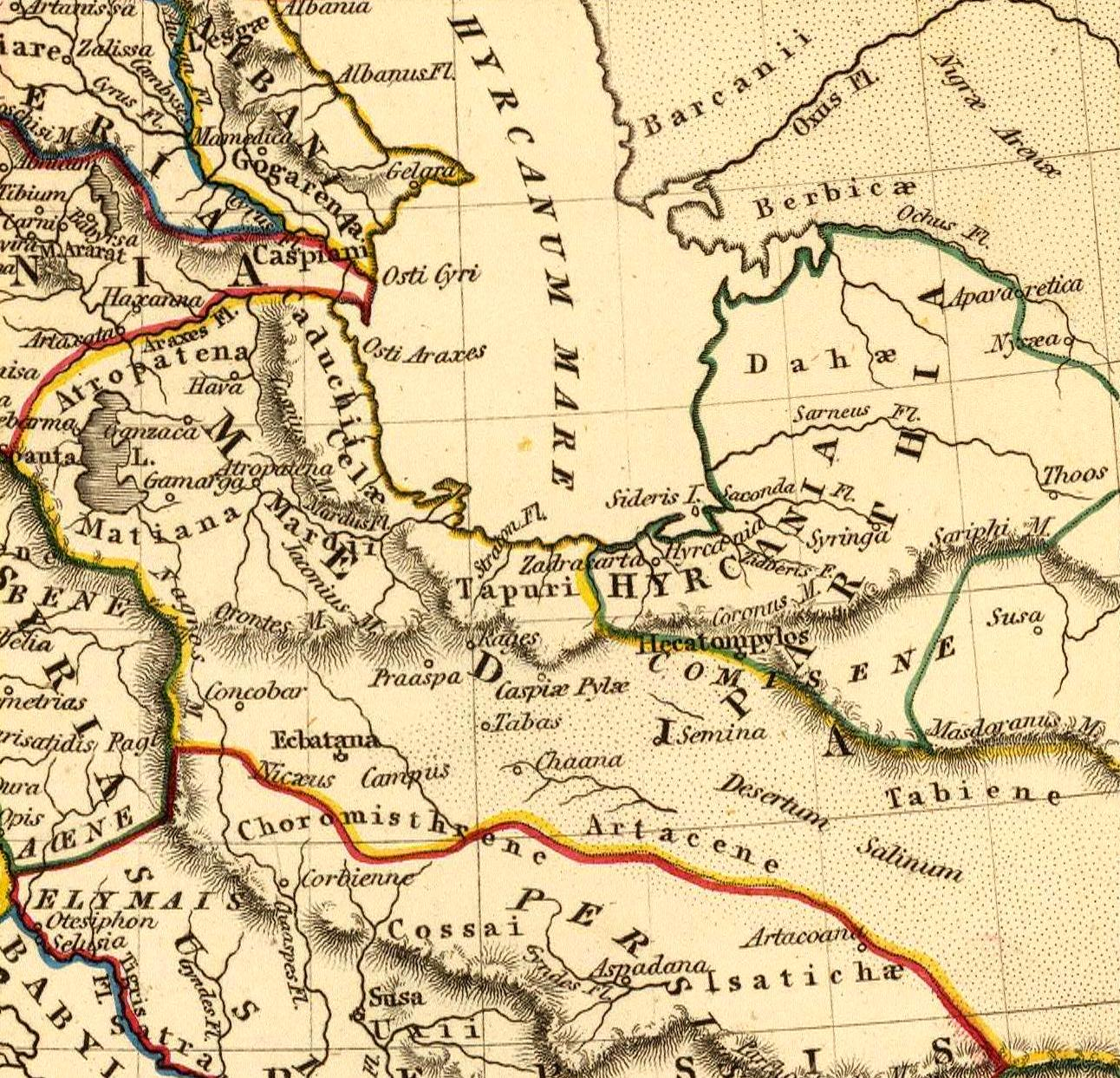
موقعیت تپورها در قرن دوم قبل از میلاد، از شرق سپیدرود تا هیرکانیا

استان مازندران پیش از اسلام، تَپورستان (به پهلوی: ) نامیده می‌شد و برگرفته از نام قوم تپوری (به یونانی: Τάπυροι) است که پس از اسلام قوم طبری نام گرفتند و سرزمینشان طبرستان نامیده شد.
به گفته واسیلی بارتلد؛ تپوری‌ها در قسمت جنوب شرقی ولایت سکونت داشتند و به قید اطاعت هخامنشیان درآمده بودند و آماردها مغلوب اسکندر مقدونی و بعد مغلوب اشکانیان شدند و اشکانیان در قرن دوم ق.م آن‌ها را در حوالی ری سکونت دادند و اراضی سابق آماردها به تصرف تپوری‌ها درآمد. بطلمیوس در شرح دیلَم یعنی قسمت شرقی گیلان در ساحل بحر خزر فقط از تپوری‌ها نام می‌برد. به گفته مجتبی مینوی قوم آمارد و قوم تپوری در سرزمین مازندران می‌زیسته‌اند و تپوری‌ها در ناحیه کوهستانی مازندران و آماردها در ناحیه جلگه‌ای مازندران سکونت داشتند. در سال ۱۷۶ ق.م فرهاد اول اشکانی، قوم آمارد را به ناحیهٔ خوار کوچاند و تپوری‌ها بر تمام ناحیهٔ مازندران چیره شدند و تمام ولایت به اسم ایشان، تپورستان نامیده شد. شهرهای آمل، چالوس، کلار، سعیدآباد و رویان جزئی از سرزمین قوم تپوری بودند.

## وجه تسمیه و تاریخچه

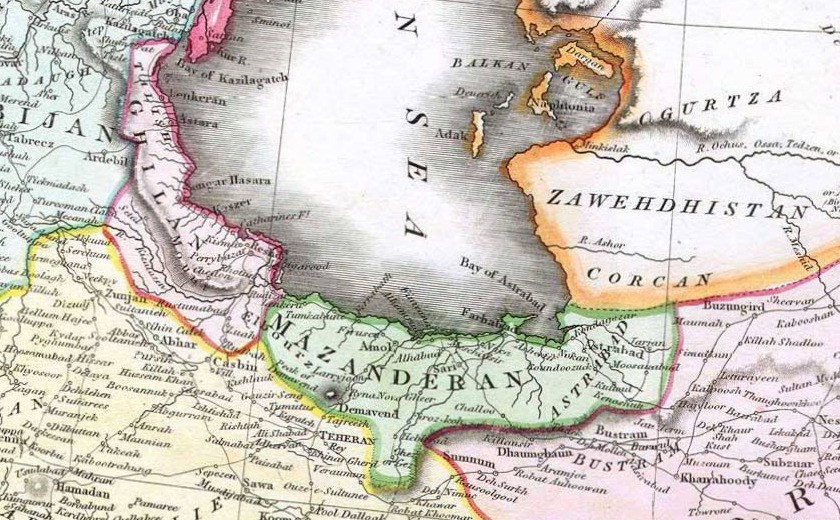
نقشهٔ قدیم مازندران ۱۸۱۴ میلادی

سوادکوه، در دوران مختلف تاریخ محدودهٔ ثابتی نداشته است و همواره حدود و مرز آن در اثر عوامل طبیعی، اقتصادی و سیاسی تغییر یافته است. کشفیات باستان‌شناسی به همراه اسناد و مکتوبات تاریخی حاکی از آن است که سوادکوه از نواحی کهن طبرستان و ایران بوده و انسجام بافت اجتماعی و فرهنگی آن در دوران اساطیری ایران ریشه دارد. این ناحیه همواره در تعیین مسیر تاریخ طبرستان حضور مؤثر داشته و مورد توجه حکام دولت مرکزی بوده است. مورخینی مانند ابن اسفندیار تا قبل از قرن دهم هجری قمری آن را جزئی از تپورستان در ایالت فرشوادگر ذکر کرده‌اند که از شرق تا جرجان، از غرب تا دیار آذربایجان، از جنوب تا نواحی ری، قومس و دامغان وسعت داشت.
ایالت فرشوادگر که در آثار مورخانی نظیر استرابون یونانی، ابن اسفندیار، میر ظهیرالدین مرعشی و کتاب اوستا از آن یاد شده ترکیبی از واژه‌های تبری فرش به معنی دشت و جلگه، واد به معنی کوه و گر به معنی دریا ذکر شده است. در برخی دیگر از منابع تاریخی مانند التدوین آمده که نام قدیم سوادکوه پتشخوارگر و پتشخرگر بوده و فرمانروایان و امرای بسیاری از این منطقه برخاسته و وقایع تاریخی مهمی نظیر ورود و سکونت فریدون پادشاه پیشدادی، پیکار رستم پهلوان مشهور شاهنامه فردوسی با دیوان مازندران و عبور اسکندر مقدونی در جنگ با داریوش سوم پادشاه ایران آخرین پادشاه هخامنشی در این ناحیه روی داده است.
در روایات شاهنامه فردوسی و اوستا، کتاب دینی پیروان آئین زرتشت آمده که سوادکوه در گذشته محل زندگی انسان‌های متمدنی بوده که آئین دیوسنائی داشته است. واژه‌هایی نظیر دیوا، دی، دوآزرک و دا که اکنون نیز در زبان بومیان این نواحی رایج است، از آن روزگاران به یادگار مانده است. نشانه‌هایی نیز از آیین میترائیسم و مهرپرستی در سده‌های اولیهٔ میلادی و اواسط حکومت پادشاهان ساسانی، در این ناحیه وجود داشت. در زمان یزگرد سوم آخرین پادشاه ساسانی ایران، حکومت سرزمین سوادکوه به ولاش واگذار و لقب «فرشواد جر شاه» به او اعطا گردید.
ساکنان این ناحیه به دلیل وضعیت طبیعی منطقه در بدو ورود سپاهیان عرب‌ها به ایران، سالیان متمادی با آن‌ها و عوامل خلفای اموی مبارزه می‌کرده و حتی تا قرن چهارم هجری به زبان پهلوی سخن می‌گفته و با خط پهلوی کتابت می‌کرده‌اند. کتیبه‌ای نیز به خط پهلوی ساسانی در بنای باستانی برج لاجیم بر جای مانده مربوط به قرن پنجم هجری قمری است. سرانجام اهالی منطقه با اختیار و تسلط کامل دین جدید را پذیرفته و به اسلام علوی روی آوردند. عده‌ای از مورخان به همین دلیل سوادکوه را کوه سیاه معنی کرده و بر این عقیده‌اند که اعراب در طی سال‌ها مبارزه با مردم این ناحیه شکست خورده و به دلیل هراس ناشی از هیبت کوه‌های مرتفع و سخت‌گذر که از انبوه درختان بلند و کهنسال پوشیده بوده نام سوادکوه یا کوه سیاه را بر این سرزمین نهادند.
در عهد خلافت مأمون خلیفهٔ عباسی، اسپهبد مازیار به جر شاه یا پادشاه کوهستان ملقب گردید. این کوه بخشی از کوه‌های آپارسن قدیم بود که در کتاب اوستا «اوپامیری یسنا» خوانده می‌شد و اکنون نیز همین نام در سوادکوه وجود دارد.
در برخی از اسناد و مکتوبات تاریخی به جای مانده از جمله کتاب التدوین، سوادکوه را همان ناحیه مشهور فرشوادگر دانسته‌اند که در آثار مورخان مختلف در طی دوران تاریخی فرشوادگر، پرشخوارگر، پتشخوارگر، پرخواتروس، فرشوادجر، پذشخوارگر نیز خوانده شده است.
در همین کتاب ذکر شده که تا زمان حکومت فریدون، ششمین پادشاه پیشدادی ایران، سوادکوه جزء اقطار مازندران در حوزه فرشوادگر بوده و فریدون در ناحیه شیلاب یا تیلاب سوادکوه بزرگ شده است. در کتاب اوستا نیز آمده که فرشوادگر در جنوب دریای فرا فکرت قرار دارد و تخت‌گاه دیوان مازنی است.
در تحولات اجتماعی و تاریخی بعد از قرن پنجم تا اواخر قرن سیزدهم هجری قمری نیز همواره نام سوادکوه به عنوان منطقه‌ای امن و محفوظ مطرح بوده است. به همین دلیل باید اذعان داشت که بافت فرهنگی، اجتماعی و تمدن غنی و باستانی این منطقه به سنت دیگر مناطق کشور در طی فراز و نشیب‌های تاریخ دچار آسیب کم‌تری شده است.
نام این منطقه از واژه هند و ایرانی سو، زئو، دئو، گرفته شده که معادل واژه فارسی روشنایی است. واژه‌های شبیه آن‌ها نیز کماکان در گویش و نام اماکن مختلف وجود دارد. واژه سات نیز در اغلب نقاط مازندران به جای واژه صاف و روشن به‌کار می‌رود. در سوادکوه نیز در نام محله سات روآر، مرتع سوته، رودخانه ذبیر و در زیرآبو سئو رؤیا آب روشن، فرمان‌های مختلف این واژه باستانی دیده می‌شود.
درحال حاضر نیز اهالی منطقه کوه‌های صاف و عاری از درخت را ساکو می‌خوانند که مخفف کلمه سات کوه یا کوه صاف می‌باشد.
عده‌ای نیز بر این عقیده‌اند که نام سوادکوه از کوه سوات گرفته شده که در جنوب شرقی چرات در دهستان ولوپی واقع شده و در ارتفاعات آن آثاری از تمدن قدیم مشاهده می‌شود که احتمالاً به دلیل استقرار حاکمان قدیم سوادکوه بر جای مانده است.
در مواجهه با اسناد جمع‌آوری در پژوهش ادملاوند واژهٔ سوات به معنای سوادکوه در وصیتنامه علیشاه باکر در سال ۵۸۱ قمری و همچنین
در کتاب اسناد بارفروش از صفوی تا پهلوی، حامد ابراهیم‌زاده بازگیر، چاپ اول_بهار ۱۴۰۳ شابک ۱_۰_۹۱۴۱۶_۶۲۲_۹۷۸ صفحه ۳۱۵ آمده است: «هوالله سبحانه تعالی الحکیم. خلف شاه بابا بیک باکرمحله (ادملا) بندپی جوانمرد جهاندار باکر تاجر [جد اعلای باکرهای مقیم دودانگه ساری] از دیار خویش ادملا بندپی به وصلت زوجهٔ پاشا [دختری از تبار پاشا مقیم روستای پادشاه امیر بندپی] رو به سوی کلارزمین [کرازمین ییلاق انحصاری جماعت باکر مقیم ادملا بندپی بابل] نهاده و قدم به خاک اجداد جماعت باکر وَنَند سوات [انند سوادکوه] نهاده و النهایه آن غفران پناه عالیجاه پای در سرزمین اسپهبدان سارویه طبرستان نهاد. آقا بابابیک باکر عن بطن جانی سلطان باکر / صراحت دارد. پژوهش محسن داداش پور باکر
با توجه به اینکه واژه سات با دگرگونی واژه سئو یا دئو پدید آمده و به معنی صاف روشن در جمله‌ها به‌کار می‌رود بهتر آن است که نام سوادکوه را بر گرفته از واژه سات کوه یا کوه صاف و بدون درخت بدانیم. درحال حاضر نیز واژه‌های سات روآر به معنی آب زلال و روشن، سئو درکا به معنی زلال و صاف، ذیب‌لا به معنی روشن و در گویش بومیان منطقه به‌کار می‌رود.
عده‌ای از محققان نیز معقدند که نام سوادکوه با تغییر واژهٔ کهن فرشوادگر به فرشوادکوه سپس تبدیل آن به سوادکوه پدید آمده است.
در برخی از اسناد و کتب تاریخی اسامی دیگری مانند «سواته‌کوه» و «کولاچی» نیز برای این ناحیه به‌کار رفته است. ظهیرالدین مرعشی نیز در میان وقایع تاریخی قرن هشتم هجری قمری آن را «گلابی» نامیده که علت آن معلوم نیست.
تا حدود یک قرن پیش اقتصاد عمده مردم سوادکوه دامپروری بوده و با زندگی عشایری و کوچ‌نشینی امرار معاش می‌کردند که هنوز بازماندگان این نسل در گوشه و کنار این منطقه با همان سبک ساده زندگی به چشم می‌خورند؛ امّا با تأسیس راه‌آهن و کشف رگه‌های زغال‌سنگ در کوه‌های سوادکوه و پیامد آن احداث معادن استخراج زغال‌سنگ و انتقال آن به کمک لوکوموتیو به اصفهان سبک جدیدی در کسب درآمد مردم و تغییر زندگی کوچ نشینی به زندگی کارگری و مقرری بگیری معادن به وجود آورد. مجموعه معادن کارسنگ، کارمزد، تاریک‌دره و… از این قبیل هستند. رونق سوادکوه نیز از همان زمان شروع شد تا اینکه در اواسط دهه ۷۰ به دلیل بی‌کفایتی برخی مدیران شرکت البرز مرکزی و واگذاری بی‌حساب و کتاب بیت‌المال به بخش خصوصی، این شرکت عظیم که با دستان پینه‌بسته کارگران بومی قوت گرفته بود به بن‌بست رسید. آثار رکود شدید اقتصادی و فقر مردم سوادکوه و اعتیاد فراگیر جوانان ناشی از همین به تاراج بردن شرکت و اموال آن توسط بخش خصوصی و صد البته لابی مدیران و مسؤلان وقت است.

### سواته‌کوه
ظهیرالدین مرعشی از سوادکوه با نام سواته‌کوه و سوادکوه یاد نموده است؛ وی می‌نویسد:

سید مرتضی به لپور رفت. بیستون که مادر وی از ایشان بود او را دلیل گشته و به سواته کوه رساندیدند.

اصفهبد بدو بنهاد و به گلابی که به سوادکوه مشهور است رسید.

ملا شیخ علی گیلانی از سوادکوه با نام سواته‌کوه یاد نموده است؛ وی می‌نویسد:

تا در آن گرمی شمس‌الدین دیو که از خویشان آقا میر بود با جمله دیوساران سواته کوه بیک ناگاه برسرشان ریختند.

## مراکز تاریخی و باستانی

### امامزاده عبدالحق
این امامزاده از دیرباز به عنوان یک مکان مقدس برای مردم شهرستان و استان محسوب می‌شده، و هر ساله شاهد خیل عظیمی از مهمانان و زائران می‌باشد. همچنین این امامزاده محل یکی از بزرگ‌ترین میعادگاه‌های استان مازندران در روز عاشورا است، به گونه‌ای که دسته‌های عزاداری از محلات اطراف به سمت زیراب و محل امامزاده روانه می‌شوند.

### محلهٔ قدیمی آلاشت

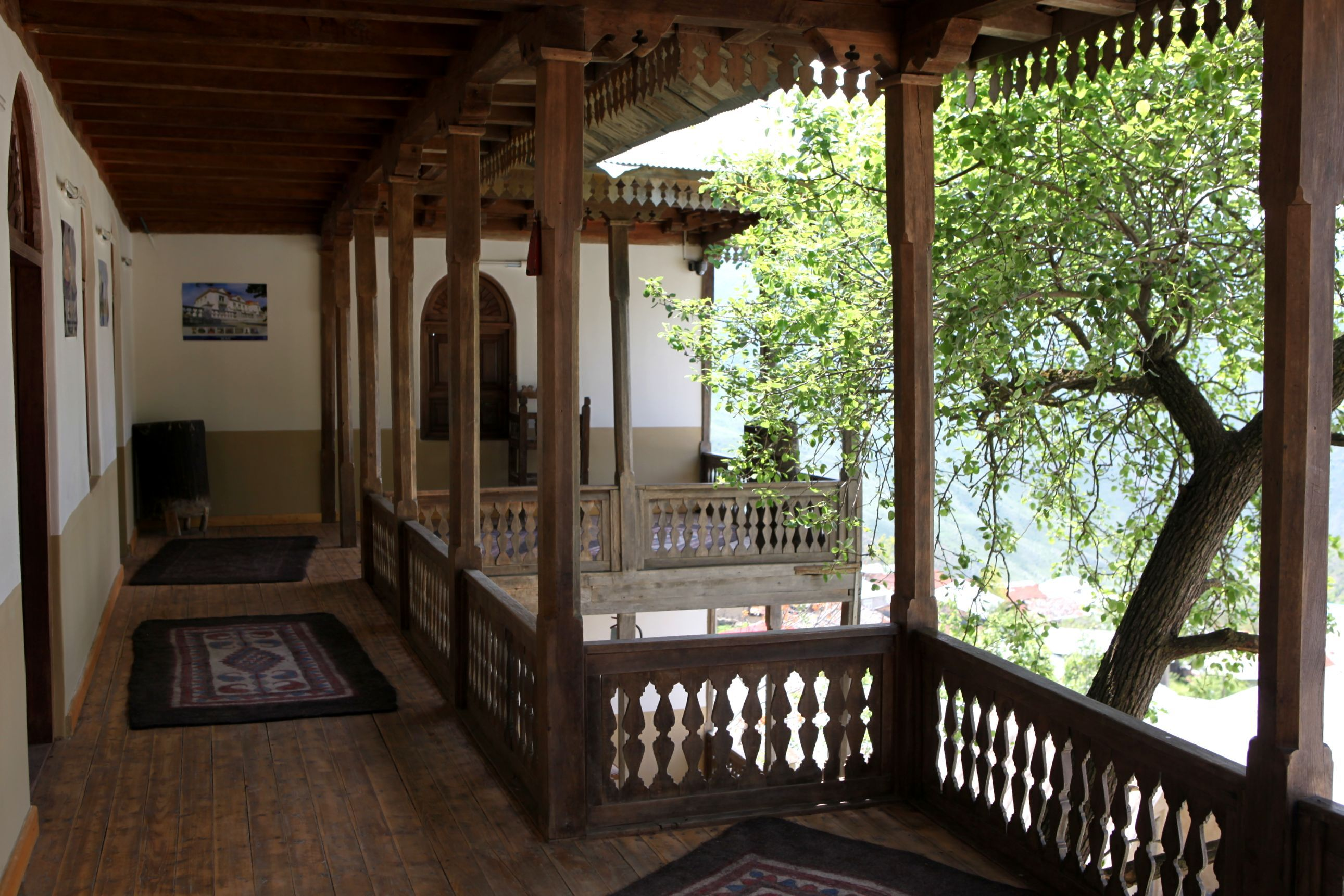
زادگاه رضاشاه

محلهٔ قدیمی آلاشت با ثبت ملی ۸۶۷، در ۳۵ کیلومتری پلیس‌راه آزادمهر پل‌سفید قرار دارد. این محله در منطقه‌ای کوهستانی و جنگلی واقع شده و خانه‌های آن اغلب از خشت خام ساخته شده و بام آن‌ها نیز با تخته پوش پوشانده شده است. کوچه‌های محلات قدیمی، باریک، سنگی و شیب تندی دارند. زادگاه بنیان‌گذار دودمان پهلوی در این محله قرار دارد. این خانه امروزه به عنوان موزهٔ مردم‌شناسی برای بازدید عموم آزاد است.

محمدرضا پهلوی و فرح پهلوی در زادگاه رضاشاه

### پل ورسک

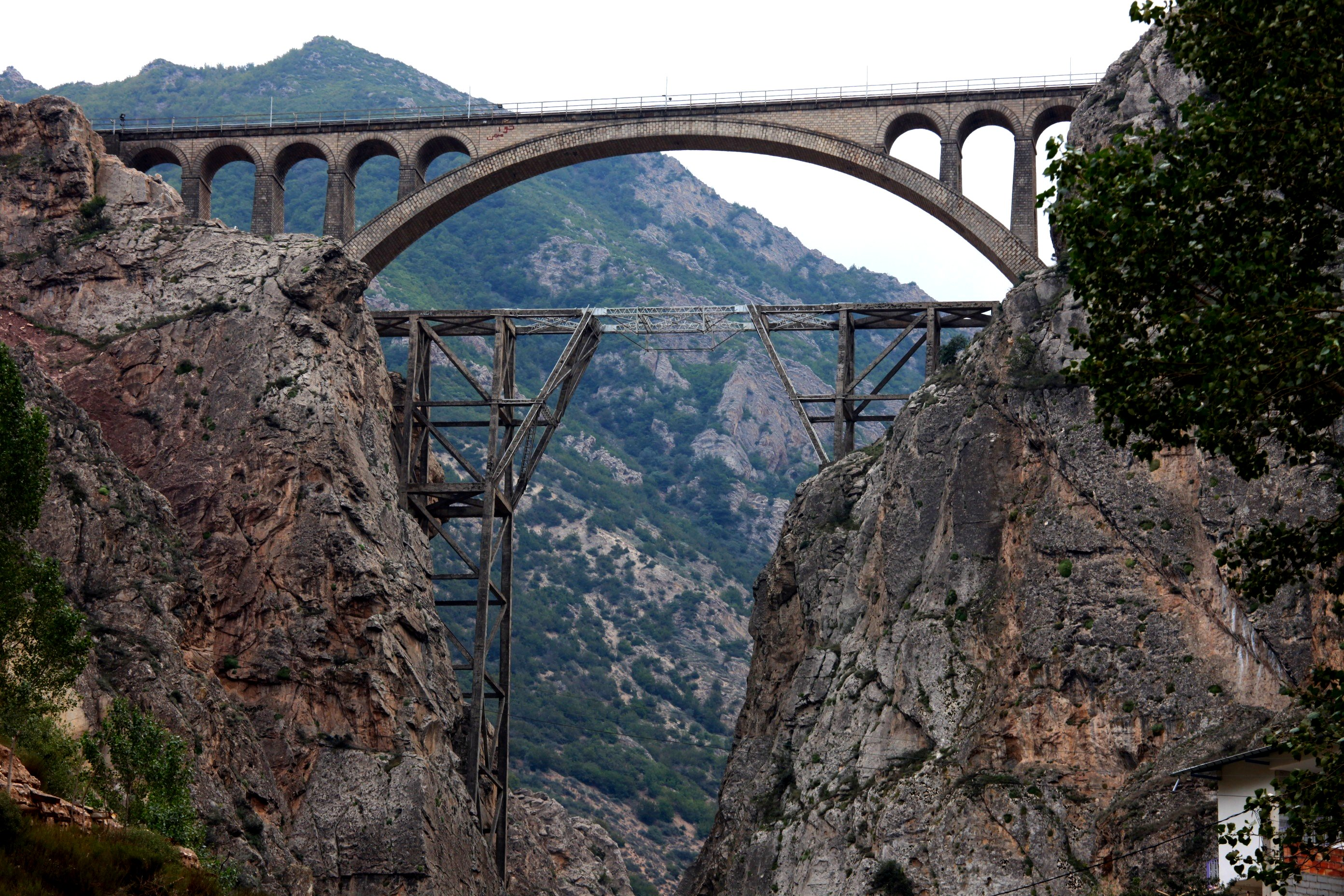
پل ورسک

این پل در زمان رضاشاه، روی درهٔ ورسک منطقهٔ سوادکوه ساخته‌شد و در زمان جنگ جهانی دوم به «پل پیروزی» معروف شد. پل ورسک با دهانه‌ای به طول ۶۶ متر و ارتفاع ۱۱۰ متر یکی از بزرگ‌ترین شاهکارهای مهندسی راه‌آهن در شمال کشور است.

### قلعه کنگلو

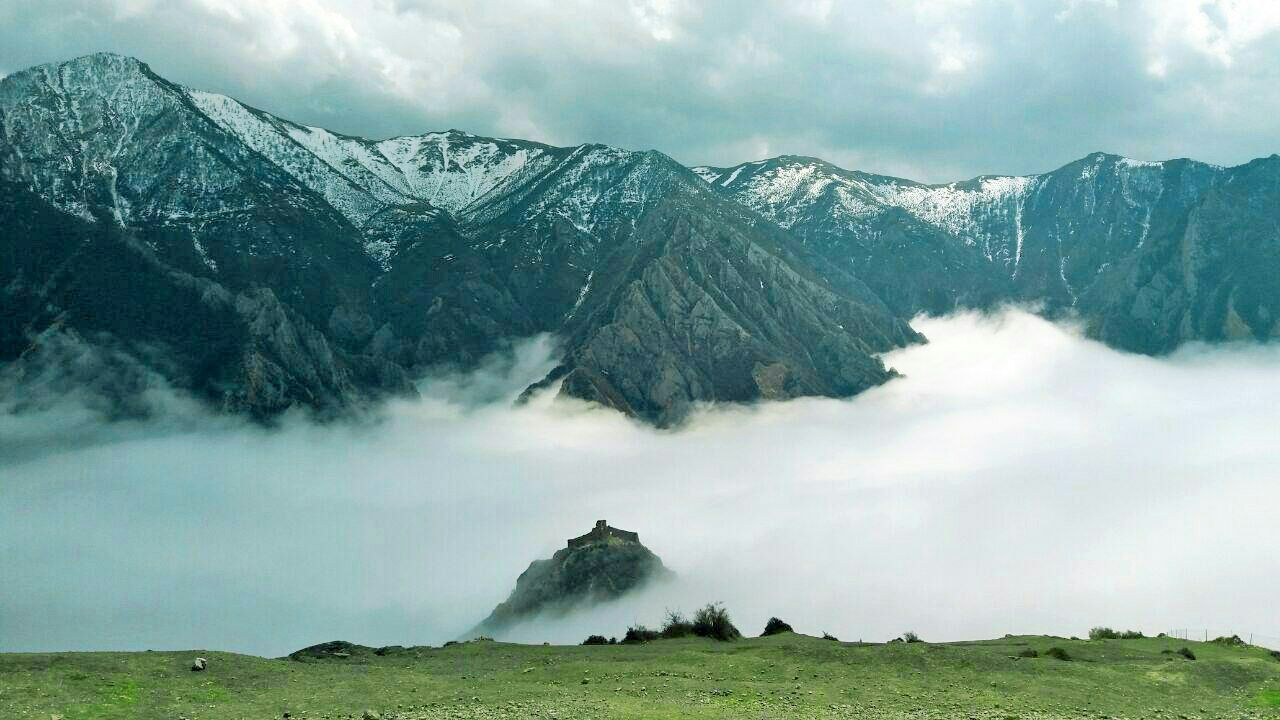
قلعه کنگلو

قلعه کنگلو در ۳۹ کیلومتری شهر پل سفید، ۱۳ کیلومتری جاده دوآب-خطیرکوه در کنگلو بر بالای صخره‌ای عظیم قرار دارد. قلعه کنگلو از دوران ساسانیان به جا مانده است. این قلعه به عقاب پیر مازندران شهرت داشته و تحت شماره ۲۷۵۴ در فهرست آثار ملی ایران به ثبت رسیده است. نمای خارجی قلعه را یک باروی عظیم سنگی تشکیل می‌دهد که در قسمت میانی و طرفین آن، برج‌های دیده‌بانی تشکیل شده است. فضای داخلی این قلعه با توجه به بقایای آن، مدور و در دو طبقه ساخته شده بود که قسمت عمدهٔ آن از بین رفته و درحال ویرانی است.

### قلعه گردن
قلعه گردن عباس‌آباد که یکی از مرتفع‌ترین قله‌های سوادکوه است.

### قلعه خاجمه کوه
در مقابل قلعه پرستوک قرار داشته و کوچک‌تر از قلعه پرستوک است. پلان دارای شکل مدور با یک دروازه است. در فاصلهٔ ۱۰ متری بیرون دیوار چاهی قرار داشته که آب قلعه را تأمین می‌کرد. به دلیل وضعیت منطقه این احتمال وجود دارد که سنگ‌های این بنا از فاصلهٔ ۱۵ کیلومتری با دست به دست کردن توسط سربازان و کارگران بر پای‌کار رسیده است.

### قلعه حسن‌بور
در تاریخ تبرستان ابن اسفندیار از وقایع قرن دوم گرفته تا هفتم بارها از قلعه‌ای به نام قلعه کیسلیان یاد شده است. به زعم ابن‌اسفندیار، کیسلیان مرکب از کیه به معنی خانه یا قلعه و سلیان است که سلیان نامی در دورهٔ ساسانی آن را بنا کرده است. بسامد نام کیسلیان در تاریخ تبرستان نشانگر اهمیت ویژهٔ این منطقه بوده است. واژهٔ کیسلیان امروزه به صورت کسلیان تلفظ می‌شود و قلعه کیسلیان نیز به «قلعه حسن‌بور» معروف شده است. این قلعه بین بهمنان و سرخ‌کلا قرار دارد و ثابت شده است که قدمت آن به دورهٔ ساسانی می‌رسد. این اثر در تاریخ ۲۴ اسفند ۱۳۸۳ با شمارهٔ ثبت ۱۱۵۳۵ به‌عنوان یکی از آثار ملی ایران به ثبت رسیده است.
با تحقیق در پلان آن مشخص شده که بنا بر روی چهار نیل پایه قوی قرار داشته و دارای دو دروازه و چهار برج نگهبانی بوده است.
«قلعه حسن‌بور» در واقع در «ملک‌لیلی» با مساحت بیش از ۱۵۰۰ متر و در فاصله ۷ کیلومتر از شمال سرخ‌کلا و جنوب بهمنان در ارتفاع ۱۰۰۰ متر از سطح دریا و در عمق جنگل‌های سرخ‌کلا و بهمنان و مشرف به دشت مازندران واقع شده است.
با توجه به شواهد موجود و در مقایسه با سبک معماری قلعه‌های مشابه همانند کنگلو بیانگر احداث آن در عهد ساسانی و قبل از اسلام می‌باشد و قدمتی در حدود ۱۵۰۰ سال برای آن متصور می‌شود. قطر پایه‌ها و دیواره‌های قلعه در برخی نقاط به ۵ متر هم می‌رسد که مصالح به‌کار رفته در آن سنگ، آجرها در ابعاد مختلف و ساروج است. در محوطه قلعه آثار زیادی از سفال‌های ناودانی‌شکل دیده می‌شود و در مرکزیت بنا آب‌انباری با حجم خیلی زیاد وجود داشته که شواهد گویای وجود سیستم پیشرفته جمع‌آوری و انتقال آب باران به مخزن اصلی و استفاده آب در طول سال است که دوام سفال‌ها و استحکام آن پس از قرن‌های متمادی و همچنین طراحی مهندسی مخزن و سیستم انتقال آب جای تحسین دارد.
در ضلع شرقی قلعه درب ورودی وجود داشته که بقایای آن نشانگر تشابه با قلعه‌های یونان باستان است. دو برج نگهبانی در طرفین قلعه همچنان پابرجا هستند و از قطورترین و محکم‌ترین نقاط قلعه به‌شمار می‌روند. این قلعه با وجود اتاق‌های زیرزمینی و دالان‌ها نشان دهندهٔ سکونت حاکم و خانواده و درباریان می‌باشد و قلعهٔ دیگری با مساحت کوچکتر در فاصله حدود ۵۰ متری در ضلع شمالی با ارتفاع کمتر قرار دارد که به احتمال فراوان وظیفهٔ نگهبانی از قلعه اصلی توسط سربازان را بر عهده داشته است.
باوجود ثبت این اثر به عنوان میراث ملی متأسفانه هیچ‌گونه اطلاعات مکتوبی در میراث فرهنگی موجود نمی‌باشد و کارشناسان و مسئولان میراث فرهنگی به تاریخ و سرگذشت این قلعه در طول سالیان اخیر به‌هیچ وجه نپرداخته‌اند و کم‌کم با ریزش تکه‌های قلعهٔ حسن‌بور، نام آن هم به‌دست فراموشی سپرده خواهد شد. به دلیل عدم مراقبت و شرایط فرسایشی اقلیم رطوبتی و همچنین رویش درختان تنومند جنگلی و آسیب‌های ناشی از فشار ریشه‌های این درختان و حفاری‌های غیرمجاز انسانی، متأسفانه از همه جوانب به شدت مغلوب فرسایش و تخریب قرار گرفته و اکنون پس از گذر قرن‌ها حدود ۸۰ درصد این اثر ارزشمند و باستانی از بین رفته است.
آب‌انبار قلعه: مخزن ذخیره آب و استفاده در طول سال، قابلیت ذخیره حجم بسیار زیادی آب باران و برف را در فضایی خنک دارا بود. جدارهٔ داخلی آب‌انبار از آجرهای صفحه‌ای به ضخامت حدود ۵۰ سانتیمتر تشکیل شده و قسمت خارجی آن از سنگ و ساروج است.

### برج لاجیم

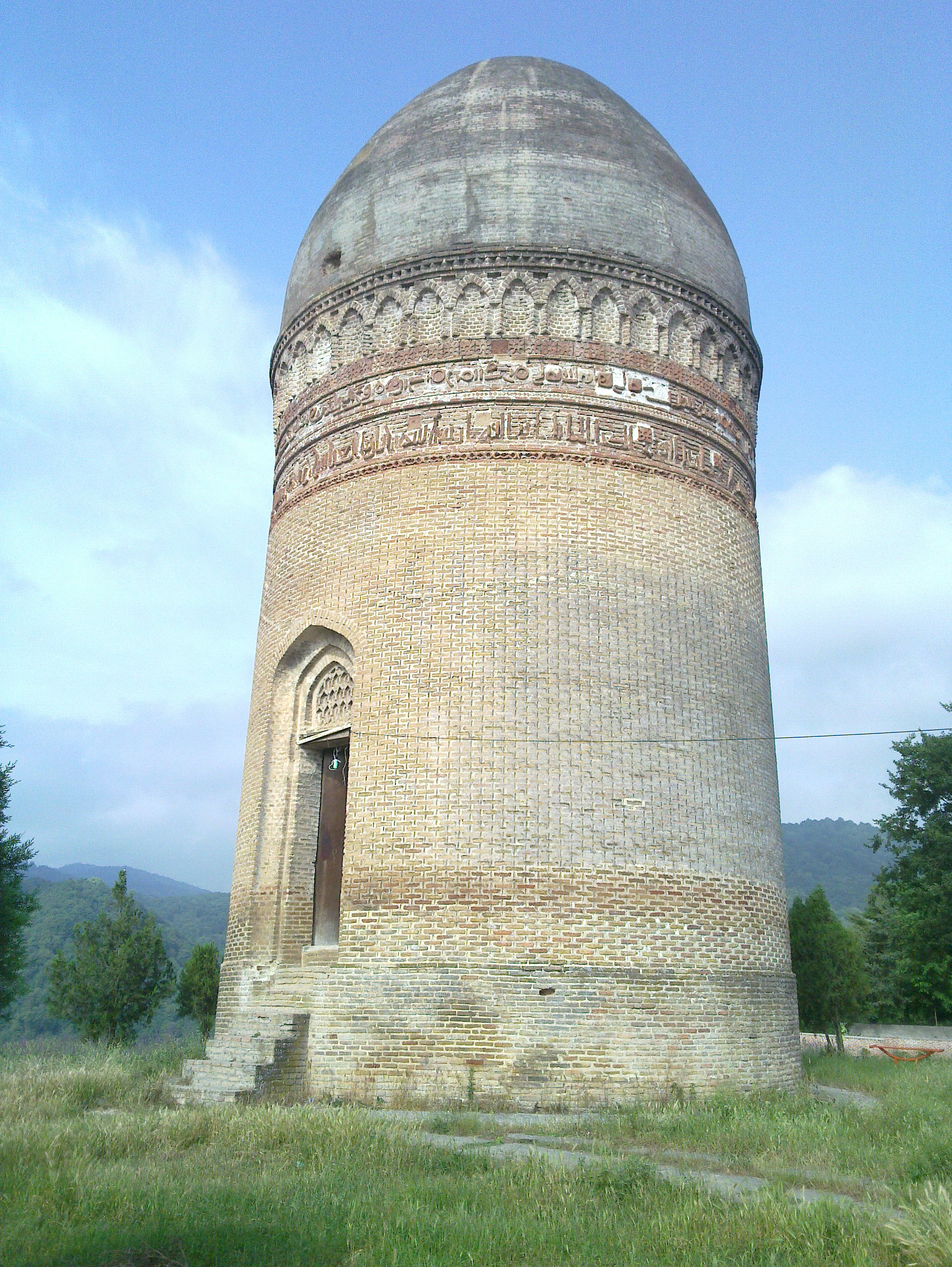
برج لاجیم

برج لاجیم در شمار آثار زمان تسلط زیاریان بر طبرستان در فاصله سال‌های ۳۱۶ تا ۴۴۳ هجری قمری است.
این بنای تاریخی در خارج از یک گنبد مخروطی ساده و ظریف پوشیده شده است که در داخل به حالت مدور تغییر شکل می‌دهد. ورودی این بنای آجری در سمت شرق است و پایه گنبد به وسیله یک ردیف طاق‌نما تزئین شده است. در کمربند زیر گنبد دو کتیبه به خط کوفی و پهلوی بر روی هم قرار گرفته است. این دو کتیبه به‌شکل زیبایی با آجرهای تراش‌خورده در زمینه‌ای از گچ سفید نصب شده‌اند کتیبه با خط کوفی نام کیا اسماعیل ابوالفوراس شهریار ابن‌عباس صاحب بنا و تاریخ ۴۱۳ هجری قمری را نشان می‌دهد.
در کتیبه کوفی نام و القاب صاحب مرقد خوانده می‌شود ولی نام سازنده آن مشخص نیست و تنها حدس و گمان و با توجه به قرینه اجزایی از کلمات باقی‌مانده می‌توان بدان دست یافت.
متن کتیبه چنین است:
بسم الله الرحمن الرحیم. هذا قبر القیم الکیا الجلیل ابوالفوارس شهریار بن العباس بن شهریار مولی امیرالمؤمنین رحمه الله امر بینائه … فی سنه ثلاث عشر و اربعمانه، عمل الحسن بن علی.

شرح مختصری از تاریخچه و معماری بنا به صورت پوستر در داخل برج لاجیم قرار داده شده است. 

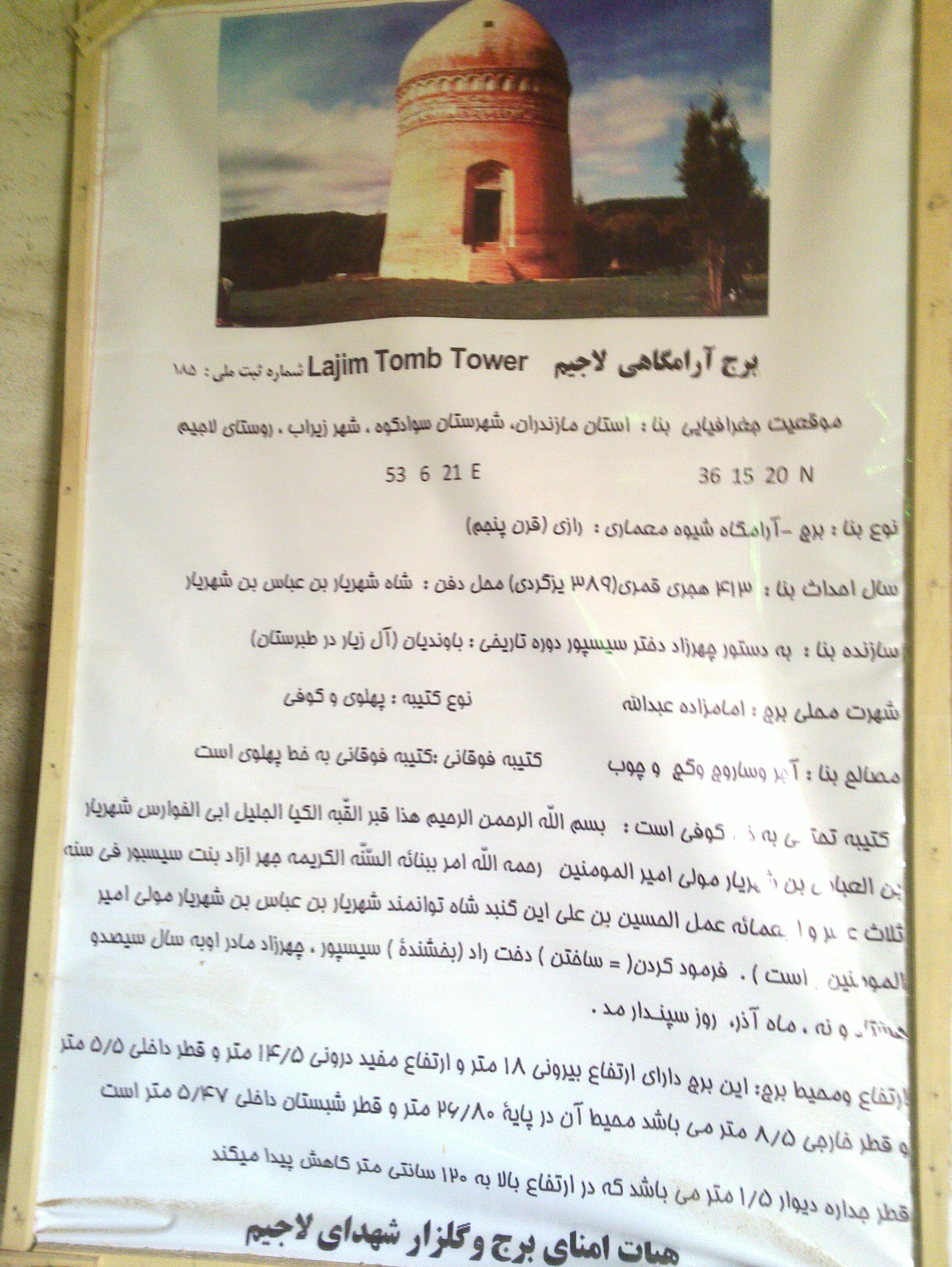
پوستر شرح بنای برج لاجیم

جاده دسترسی به لاجیم از زیرآب آغاز می‌شود و پس از طی یک مسافت ۲۷ کیلومتری به سر گردنه مرتفعی می‌رسد که از طبیعت و ارتفاعات جنگلی خارج و به چمنزار و بوته زارهای زیبا بدل می‌شود. ظاهراً اخیراً قسمت‌های داخلی این برج مورد مرمت قرار گرفته است. نکته دیگر وجود یک مقبره در داخل بنای برج است.

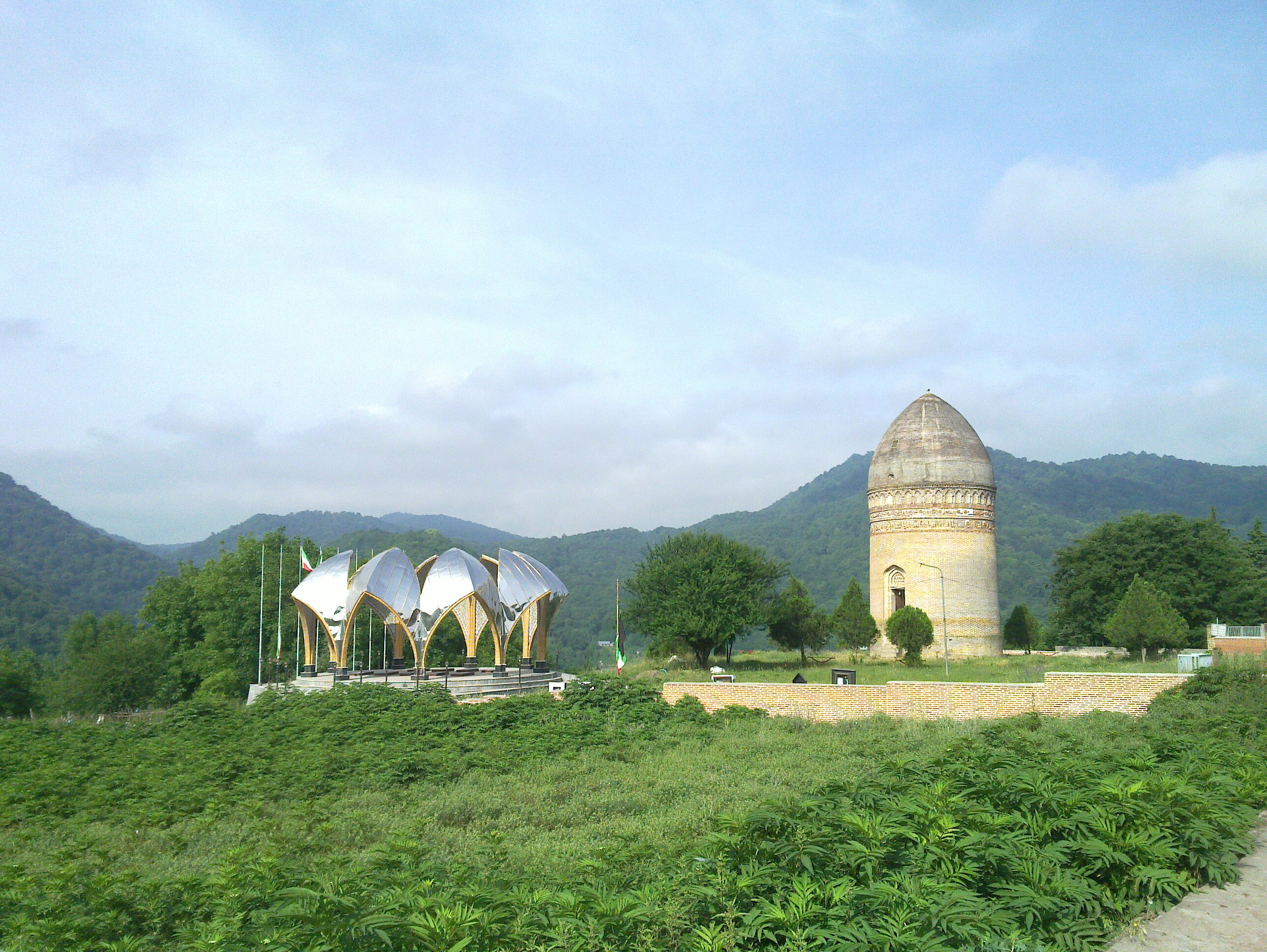
نمای برج لاجیم به همراه مقبره الشهداء لاجیم در جوار آن

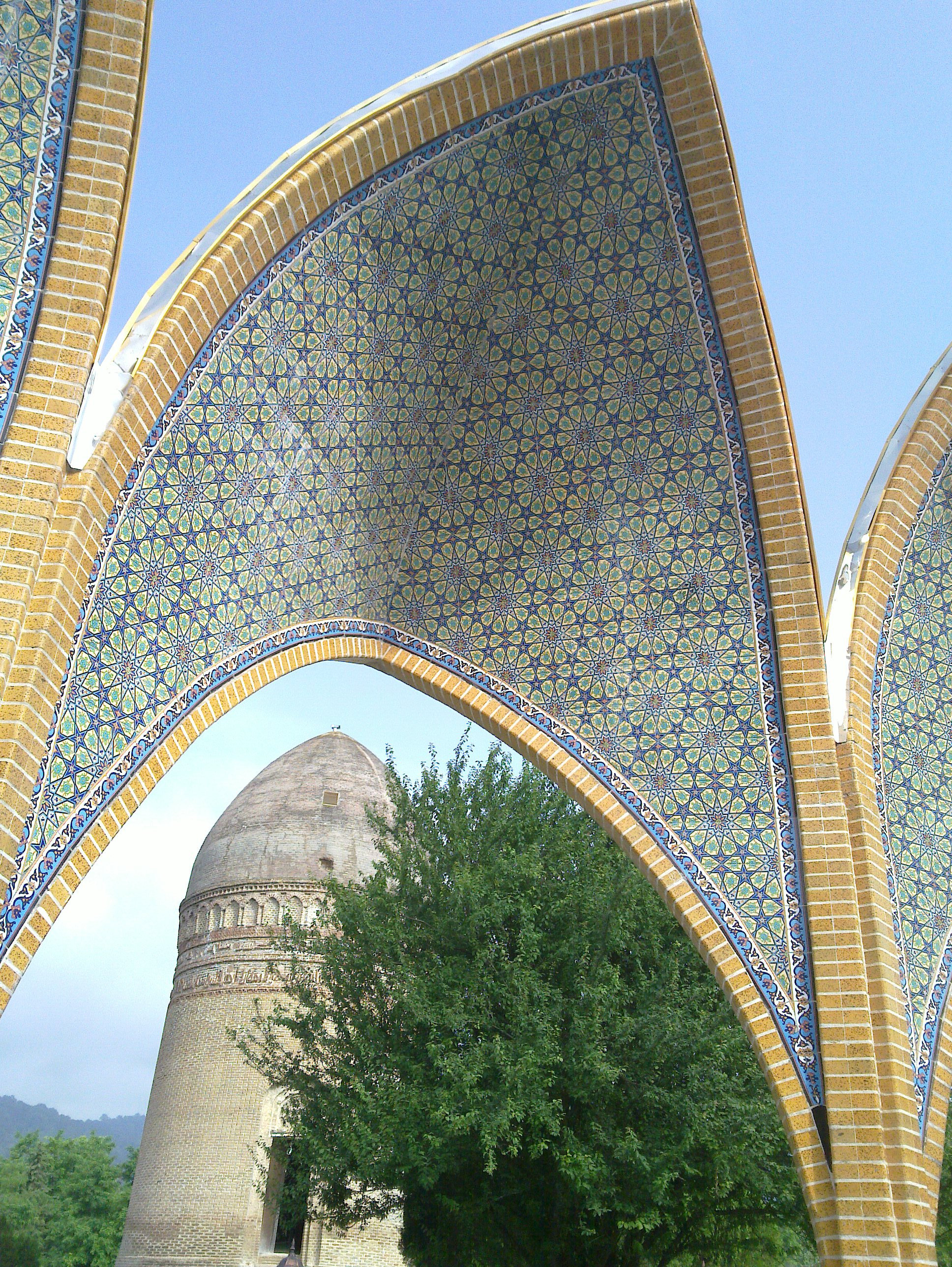
نمای برج لاجیم از داخل مقبره‌الشهداء

### برج باوند
برج بسیار زیبای باوند از دوران آل باوند از اسپهبدان مازندران در ابتدای ورودی منطقه سرخ‌آباد سوادکوه قرار دارد. این برج شبیه مهره رخ در شطرنج است. برج مزبور توسط شروین باوند بازسازی شده است. هم‌اکنون در بین اهالی منطقه فوق به نام گنبد معرف است.

### دیگر جاذبه‌های تاریخی
- برج دیو کلی
- کاروانسرای گدوک
- قلعه اولاد
- پل شاپور
- پل قدیمی پل سفید
- آرامگاه اخوت
- کلیسای سرخ‌آباد

## تقسیمات کشوری
شهرستان سوادکوه از بخش‌های مرکزی و زیرآب و از شهرهای پل سفید، زیرآب و آلاشت تشکیل شده است. در سال ۱۳۹۲ نام بخش شیرگاه به مرکزیت شهر شیرگاه به شهرستان سوادکوه شمالی تغییر کرد. این شهرستان از دهستان‌های راستوپی با ۶۰ آبادی، ولوپی با ۳۲ آبادی، سرخ‌کلا ۱۷ آبادی و کسلیان با ۱۶ آبادی تشکیل شده است.
- بخش مرکزی شهرستان سوادکوه
  - دهستان راستوپی
  - دهستان ولوپی

شهرها: پل سفید، آلاشت
- بخش زیرآب:
  - دهستان سرخ‌کلا
  - دهستان کسلیان

شهرها: زیرآب

## اقلیم
منطقه سوادکوه در یک درهٔ وسیع و طولانی و در دامنه‌های شمالی رشته کوه‌های البرز مرکزی واقع شده است. حوزه کلی این ناحیه از منتهی‌الیه جلگه‌های جنوبی، و ۳۰ کیلومتری دریای خزر آغاز شده و با شیب بسیار تند به سوی جنوب کشیده می‌شود. پوشش ارتفاعات تا بلندی ۲۰۰۰ متری سرسبز و جنگلی و از آن به بعد مرتعی، خشک با آب و هوای سردسیری است.
جهت شرقی و غربی این ارتفاعات به موازات سواحل دریای خزر مانع و سد بزرگی برای تبادل جریان‌های جوی بین این دریا و فلات مرکزی ایران بوده و جریان‌های غربی به همراه ابرهای باران‌آور که از غرب اروپا به ایران می‌رسند در کنار دیواره‌های ستبر و غول‌پیکر این کوهستان محبوس شده و باعث ریزش برف و باران فراوان و سودمند می‌شوند. واحد مرکزی این رشته کوه‌ها در سوادکوه قرار دارد. ارتفاعات و تپه ماهورهایی که از جنوب به شمال کشیده شده‌اند به سرعت بلندی خود را از دست می‌دهند و به جلگه مازندران و بر حاشیه جنوبی شهرستان قائم‌شهر منتهی می‌شوند. آبادی‌های فراوانی نیز در دل این ارتفاعات قرار داشته و در سطح منطقه پراکنده‌اند.
دهستان راستوپی از مجموعه کوه‌هایی تشکیل شده که بلندترین نقطه آن به نام قله اتابک، ۳۲۷۱ متر از سطح دریا ارتفاع دارد. حوزه ارتفاعات و دره‌های شفلین نیز منطقه ولوپی را تشکیل می‌دهند که ارتفاع آن‌ها از جنوب به شمال و متمایل به شرق کاسته شده و بلندترین نقطه این ناحیه نیز ۳۵۰۰ متر از سطح دریا ارتفاع دارد. اختلاف ارتفاع زیاد در فواصل اندک و بالا بودن میانگین شیب زمین سبب شده است که آب و هوا و پوشش گیاهی سوادکوه به‌شکل بسیار متنوع و متفاوتی جلوه‌گر شود.
بارش در ارتفاعات این منطقه به صورت برف در نواحی کم ارتفاع شمالی به صورت باران رخ می‌دهد.
نواحی قشلاقی آن در ارتفاع ۲۰۰ الی ۷۵۰ متر و ارتفاع بالا از ۱۷۰۰ متری تا نواحی ییلاقی و مراتع، کاملاً از یکدیگر متمایز هستند. مراتع این ناحیه از بهترین و غنی‌ترین انواع در سطح کشور به‌شمار می‌روند.